# 랭커스터 공국상
랭커스터 공국상(Chancellor of the Duchy of Lancaster)은 영국 정부의 각료 직책 중 하나다. 국왕의 수입원인 랭커스터 공국 부동산 관리 및 임대료 징수 등의 업무를 담당하는 마름이다. 총리의 자문을 받아 국왕이 임명한다.

## 같이 보기
- 옥새상서